# یانگ جیانپینگ
یانگ جیانپینگ (انگلیسی: Yang Jianping؛ زادهٔ ۱۰ دسامبر ۱۹۷۹) کماندار اهل چین بود. وی در بازی‌های المپیک تابستانی ۱۹۹۶ و ۲۰۰۰ شرکت کرده‌است.
وی در مسابقات کشوری و بین‌المللی در مجموع برندهٔ ۲ مدال طلا، ۱ مدال برنز شده‌است.